# ناحیه فدرالی شمال غربی
ناحیه فدرالی شمال غربی (به روسی: Се́веро-За́падный федера́льный о́круг) یکی از هشت ناحیه فدرال روسیه است. شمال بخش اروپایی روسیه در این ناحیه واقع است. جمعیت آن ۱۳٬۵۸۳٬۸۰۰ نفر (۸۳٫۵٪ شهری) بر طبق سرشماری سال ۲۰۱۰ است. مساحت آن ۱٬۶۷۷٬۹۰۰ کیلومتر مربع (۶۴۷٬۸۰۰ مایل مربع) است.
| ناحیه فدرال شمال غربی | ناحیه فدرال شمال غربی | ناحیه فدرال شمال غربی | ناحیه فدرال شمال غربی |
| #                     | پرچم                  | ناحیه                 | مرکز                  |
| --------------------- | --------------------- | --------------------- | --------------------- |
| ۱                     |                       | استان آرخانگلسک       | آرخانگلسک             |
| ۲                     |                       | استان ولوگدا          | وولوگدا               |
| ۳                     |                       | استان کالینینگراد     | کالینینگراد           |
| ۴                     |                       | جمهوری کارلیا         | پتروزاودسک            |
| ۵                     |                       | کومی                  | سیکتیوکار             |
| ۶                     |                       | استان لنینگراد        |                       |
| ۷                     |                       | استان مورمانسک        | مورمانسک              |
| ۸                     |                       | ننتسیا                | ناریان-مار            |
| ۹                     |                       | استان نووگورود        | ولیکی نووگورود        |
| ۱۰                    |                       | استان پسکوف           | پسکوف                 |
| ۱۱                    |                       | سنت پترزبورگ          | سنت پترزبورگ          |